# Robert Müller (Musiker)
Albert Robert Müller (* 25. Mai 1849 in Naumburg (Saale); † 24. Februar 1909) war ein deutscher Posaunist.

Robert Müller

Zunächst erhielt Robert Müller Violinunterricht und entdeckte im Alter von zwölf Jahren sein Talent für das Posaunenspiel. 1866 erhielt er eine Stelle am Stadtorchester als Posaunist und Bassist. Es folgten Engagements in verschiedenen Orchestern (1867 Kurorchester Travemünde, 1867–1868 Mansfeldsches Orchester Chemnitz, 1868–1869 Theater Luzern und St. Gallen, 1869–1871 Tonhalle-Orchester Zürich, 1872–1874 Theater Straßburg, 1874–1876 Privatorchester in Lugano). Im Jahr 1876, im Alter von 27 Jahren, ließ er sich in Leipzig nieder und wurde Mitglied des Gewandhaus- und Theaterorchesters sowie Lehrer am Königlichen Konservatorium der Musik.
Er schrieb eine Schule für Zugposaune (Leipzig, Zimmermann 1902) und technische Übungen und Etüden sowie praxisbezogene Spielliteratur für sein Instrument.

## Schriften
- Technische Studien für Posaune. Hofmeister, Leipzig. 5. Auflage 1984.
- Technische Studien für Bassposaune und Tuba. Bearb. u. hrsg. von Ernst Meyer. Zimmermann, Frankfurt am Main 1990.
- Schule für Zugposaune. New method for slide trombone. Zimmermann, Frankfurt am Main [1991].
- Quartette für 4 Posaunen. Übertragungen der schönsten Männerchöre etc., welche wertvolles Material für das Zusammenspiel sowie für Konzertvorträge und sonstige heitere wie ernste Anlässe bieten, Zimmermann, Frankfurt am Main (3 Hefte)